# Martina Büttiker
Pour l’article homonyme, voir Büttiker.
Martina Büttiker, née le 18 septembre 1989, est une cavalière suisse de voltige.

## Carrière
Aux Jeux équestres mondiaux de 2014 à Caen, elle est médaillée d'argent en voltige par équipes avec sa sœur Nadja Büttiker, Ramona Näf, Tatjana Prassl, Nathalie Bienz et Sally Stucki.